# Приключение (роман)
«Приключение» (англ. Adventure) — роман американского писателя Джека Лондона, вышедший в 1911 году. Книга раскрывает тему господства одних людей над другими, различий между расами, женской эмансипации и силы человеческого духа, закалённого в борьбе с природой и обществом. Роман рассказывает об опасной жизни белых колонистов среди туземцев-людоедов на Соломоновых островах. В произведении подробно изображены жизненные устои, традиции и обряды коренных народов одних из самых загадочных островов на Земле.

## Сюжет
Основными локациями романа, действие которого происходит в 1909 году, являются «Плантация Беранде» на Соломоновых островах, Гуадалканал и прилегающая морская зона с островами Нггела и Малаита. Английский владелец плантации Дэвид Шелдон испытывает финансовые трудности после потопления своего торгового судна и смерти своего партнёра, и ведёт переговоры о продаже своего бизнеса. Молодая американка Джоан Лэкленд и её таитянские моряки оказываются на его берегу и предлагают стать его партнёром. Со своими современными идеями независимости и равенства женщин, лидерстве рабочей силы и решении экономических проблем, а также критикой колониализма белых, Джоан ставит под сомнение понимание ролей Шелдоном, но он впечатлён её успешными нетрадиционными методами. Конфликтная ситуация развивается, когда авантюрист Джон Тюдор приезжает на остров в поисках золота и соревнуется с Дэвидом за Джоан. Шелдон выигрывает финальное противостояние и женится на Джоан.   
В первой главе описывается трудное положение Дэвида Шелдона на его плантации. Многие из его 200 «новобранцев» из нанятых работников, набранных с острова Малаита, страдают дизентерией. Каждый день некоторые из них погибают и это затрудняет работу пальмовых плантаций, прибыль от которых и так стоит ждать только через семь лет. Дэвид сам болен и ослаблен, поэтому позволяет носить себя по плантации чернокожему человеку, называемому «двуногим конём». Некоторые рабочие пользуются этой ситуацией, чтобы сбежать. Сили, глава соседней деревни Балесуна, берёт на себя их преследование и возвращение, за что получает коробку табака, три ситцевые нити и нож. Беглецов жестоко наказывают за то, что они нарушили контракт, Шелдон подвергает их публичной порке, которую устраивают другие островитяне и приговаривает их к году дополнительных работ на плантации. В ответ на протесты о том, что такое обращение является незаконным, Шелдон заставляет их выполнить приказ, угрожая своим пистолетом. Шелдону, знавшему, что каждый из рабочих физически превосходит его, приходится таким образом демонстрировать власть сильнейших. Рассказчик пишет об островитянах: «Они обладали ненавистью, убийственной жадностью и жаждой мести в изобилии. Но им не хватает одного, именно того, чем он обладал: гнева правителя, который нельзя было погасить, который [...] был готов в любой момент вспыхнуть и уничтожить их». Рассказчик комментирует порабощение чернокожего рабочего: «К несчастью, тот не знал сущности белых. Этот странный белый человек научил его [...] лучшему».      
Шелдон надеется на возвращение своего партнёра Хьюи Драммонда на их торговом судне «Джесси» с новыми рабочими, что должно погасить напряжённую ситуацию с плантацией, которая приносила только долги. Но через три дня после порки беглых островитян приходит плохая весть: все моряки на корабле больны чёрной лихорадкой, рабочие с Малаиты и сам Драммонд либо уже мертвы, либо умрут по прибытии. Ситуация ещё больше усугубляется, когда вскоре после этого сильный шторм заставляет «Джесси» сесть на мель, а капитан Олсон и экипаж тонут. Потеря корабля довольно крупная финансовая неудача для Дэвида, так как благодаря нему он мог зарабатывать на торговых путешествиях, таким образом, компенсируя убытки, которые приносила плантация. Теперь Шелдону приходится договариваться с двумя купцами, Морганом и Раффом, о продаже своего бизнеса. Но они предлагают гораздо меньше, чем Дэвид вложил в своё дело, и ему нужно использовать другие возможности, которые появляются с возникновением на острове молодой американки.        
Появление американки Джоан Лэкленд обусловлено стечением обстоятельств — сильным штормом, в который попало её судно и село на мель, а также побегом команды корабля на плантацию Шелдона. 22-летняя Джоан родилась на Гавайях в 1887 году, ходила в школу в США и приобрела знания в области экономики управления сельскохозяйственными предприятиями (в том числе плантациями) и мореплавания от своего предприимчивого и обанкротившегося отца. Во время путешествия к месту, где она планировала открыть новое дело, отец умирает, а ей предстоит создать свою собственную плантацию в круговороте романтики и приключений. Джоан современная эмансипированная молодая женщина, которая не позволяет себе покровительства мужчинам. Она не стремиться обрести роль жены, а хочет самостоятельно распоряжаться своей жизнью, чему научилась у отца. Дэвид, с которым она знакомится, представляет её антипод: он консервативно традиционен и не слишком успешен в качестве образца для подражания, тем более для женщины, вооруженной пистолетом и путешествующей в одиночку с полинезийскими моряками. Но он принимает Джоан, позволяет ей построить своё собственное жилище, а также заняться реформированием его плантационного бизнеса: таитяне строят новый чистый лазарет вместо старого загрязнённого. Он заменяет бессолевую картофельную диету, питаясь тем, что может предложить природа: дикими помидорами, травой, рыбой, мидиями, утками, голубями.           
В третьей главе Джоан обсуждает с Дэвидом обращение с чернокожими рабочими. У неё получается ладить с гавайцами и полинезийцами мягкими методами — дружелюбием и пониманием, и завоевав их доверие, ей удается добиться приемлемой для всех оплате труда. Её рабочие получают 15 долларов в месяц, в то время как жители Соломоновых островов Дэвида получают среднюю заработную плату в регионе в размере 30 долларов. Джоан критикует прежде всего отношение белых плантаторов, заключая, что закон джунглей является нарушением закона и ненужной жестокостью. Дэвид не противоречит ей, но объясняет своё отношение и прошлую ситуацию на плантации — по незнанию предыдущего владельца, вербовщики продали в качестве рабочих многих преступников, которые сбежали от своих прежних владельцев. Джоан предполагает, что Дэвид изначально пытался быть добрым хозяином, но для того, чтобы выжить, ему пришлось стать твёрже и жёстче. Он рассматривает бунтарство многих жителей Соломоновых Островов как оскорбление всех белых. Вот почему он неоднократно избивает мятежных рабочих или угрожает им пистолетом, если они не соблюдают правила, например, когда они убегают или входят в его огороженный сад без предупреждения. Он оправдывает своё поведение агрессивным характером меланезийцев, которые не знают благодарности и сочувствия, а только хотят проверить его стойкость. Они интерпретируют доброту как слабость и страх, а снисходительность используют, чтобы завоевать власть и убить побеждённых. Джоан видит проблему плантационной экономики довольно структурно и с грустью комментирует: «Я подозреваю, что белый человек должен править. [...] Слепая судьба нашей расы. [...] Мы, белые, были захватчиками и пиратами с незапамятных времён. Я подозреваю, что это у нас в крови, и мы не можем от этого избавиться». В другом разговоре в следующей главе она говорит, что белые здесь никогда не смогут управлять плантацией без рабов, потому что они не могут заниматься физическим трудом в этом климате: «А это означает рабство». Дэвид соглашается с ней, но сочетает её критику со своей оценкой островитян: «Везде в тропиках. Чёрные, коричневые и жёлтые должны выполнять работу под наблюдением белых».               
В той же главе, через призму различных конфликтных ситуаций показано знакомство Джоан с напряжённой обстановкой на Соломоновых островах. Одним из примеров служит ссора между рабочими из-за того, что две кухарки нарушили негласное правило и купались в том же месте, что и остальные мужчины. И когда островитяне потребовали выдать нарушительниц, чтобы расправиться с ними, Дэвид встал на сторону женщин, за что чуть не поплатился собственной жизнью. В решающий момент он вынуждает Джоан выстрелить по окружившей его толпе. Оба интерпретируют этот инцидент по-разному: Дэвид ссылается на низкий уровень развития чернокожих рабочих и их отношение к женщинам как низшим существам. Джоан же обвиняет Дэвида в том, что вместо цивилизованного решения этого конфликта, он предпочитает проявление агрессии и нападения в соответствии с его идеей дисциплины, а также втягивает в конфликт и её, вынуждая стрелять в рабочих. И подобные конфликты разной степени напряжённости возникают и впоследствии. Четвёртая глава начинается с сообщений капитана «Минервы» Кристиана Янга, потомка мятежника Баунти Янга, уроженца острова Норфолк, о набегах вооруженной до зубов банды Порт-Адамса из Южной Малаиты на белых поселенцев и на торговца Дэвида Оскара. Вскоре после этого с торговой станции, расположенной в двенадцати милях, прибывает послание с криком о помощи от животновода Дэвида. Он боится, что его постигнет участь предшественника, которого убили собственные рабочие. Банда Порт-Адамса банда обосновалась на его территории и забила его свиней. Дэвид собирает команду из своих людей и людей Джоан, добирается до станции, договаривается с бандой и заставляет их заплатить за его убитых животных.                  
Пока Дэвид отсутствовал, Джоан, оставшейся дома на острове, поджидают неприятности. Для лечения от дизентерии, эпидемия которой разыгралась среди рабочих, она применяет лекарство. Ароа, которому оно помогло вылечиться от недуга, обвиняет Джоан в смерти своего брата, которому лекарство не помогло. Группа рабочих собирается во дворе хозяйского дома, а Ароа требует справедливой компенсации за потерю родственника. Джоан безуспешно пытается объяснить ему свою правоту, аппелирую тем, что кончина его брата вызвана не действием лекарств, а тяжелым ходом болезни. Но Ароа не верит ей. Разочарованная неблагодарностью чернокожих рабочих, Джоан бьёт Ароа и поддерживающего его Гогуми по голове и зовёт по помощь собаку. Испугавшись свирепого пса, рабочие убегают. По возвращении Дэвида возникает ещё более напряжённая ситуация. Печально известная банда Порт-Адамса разбивает лагерь на пляже Беранде, некоторые направляют винтовки на Дэвида. Их вождь Телепасс хочет получить плату за наказание Гогуми от рук Джоан. Она приходит на помощь Дэвиду, бросает в скопление нападающих шашку с шипящим динамитом и натравливает на них собаку. Чернокожие спасаются бегством, забираясь на кокосовые пальмы. Давид зовёт на подмогу своих людей, и они воюют как «бушмены» с телепассами, «людьми из морской воды», и вынуждают их покинуть остров.                        
В пятой главе Дэвид рассказывает Джоан о своих финансовых проблемах: недавно посаженные кокосовые пальмы начнут плодоносить только через семь лет. А до тех пор он может зарабатывать деньги на торговле, занимаясь перевозкой товаров и рабочих на торговом судне. Но после потопления своего корабля «Джесси» и убийства его капитана Оскара у Дэвида не осталось надежды на то, чтобы продержаться три года до того момента, как плантация начнёт приносить прибыль. На это время ему нужно 18 000 долларов. Джоан ранее говорила с Дэвидом о своем плане купить остров Пари-Сулай у правительства, расчистить там лес с чернокожими рабочими и создать кокосовую плантацию. Дэвид подсчитал и убедил Джоан, что её 8000 долларов не достаточно, чтобы оплачивать расходы, пока она не начнёт зарабатывать на своей плантации. Поэтому Джоан предлагает Дэвиду стать партнёром на его плантации, купить шхуну в Сиднее, и самой управлять ею, взяв на себя организацию торговых рейсов с командой из её таитян.                          
Дэвид поначалу отказывается. Их разговоры сводятся к обсуждению образа женщины в обществе их времени. Дэвид боится разговоров и осуждения той ситуации, когда два неженатых молодых человека живут вместе на плантации. Он также настаивает на найме капитана судна, отвергая её идею о самостоятельном управлении кораблём. Джоан критикует его образ женщин как устаревший. Она не хочет выходить замуж и мнение общественности её не интересует. Ей не нужен опекун или гувернантка. Скорее, она хочет работать с ним как с асексуальным партнёром и пользоваться взаимным уважением. После долгих обсуждений они находят общий язык и составляют договор. Джоан приходится пойти на уступку и согласиться на найм капитана.
К плантации Беранде часто причаливают торговые суда, перевозящие товары с других островов. Поэтому их капитаны информируют Дэвида о всех событиях, происходящих в этом районе. Так, Кристиан Янг сообщает ему о том, что судно «Матамбо», на котором Джоан планировала отправиться в Сидней, нуждается в ремонте и выходит из строя (Глава 6). Он предлагает ей отправиться с острова Тулаги на другом корабле. Джоан соглашается и немедленно отправляется в путь, который запускает цепочку интересных событий и позволяет раскрыться её предпринимательскому таланту во всей красе. Сначала она отправляется на остров Гувуту, чтобы совершить необходимые покупки перед длительным путешествием. Там Джоан узнает об аукционе, где идёт продажа шхуны «Марта», застрявшей на рифе Пунга-Пунга у побережья Малаиты, и ограбленной островитянами. Мало кто на неё претендует — спасение корабля представляется слишком рискованным, и, кажется, не стоит затраченных усилий. Но Джоан покупает «Марту» с аукциона по низкой цене, нанимает два корабля «Эмили» и «Флиберти-Гиббет», вооружает своих таитян винтовками и отправляется на риф. Там они отбуксировали шхуну, вступили в бой с островитянами, обстрелявших их из мангровых лесов, и похитили их вождя Кина-Кину. Используя его как заложника, они заставили вернуть украденное со шхуны оборудование, а после даже наградили островитян табаком. Благодаря подобным подаркам Джоан создала благоприятную атмосферу для торговли рабочими. Теперь у неё три корабля, но у «Эмили» — лицензия только на 50 человек, а у «Флибберти-Гиббет» — на 35 нанятых рабочих, но Джоан обходит ограничения хитростью. Корабли, загруженные рабочими, во время отлива пристают к песчаной отмели и рабочих пересаживают на безлицензионную «Марту». Во время прилива уже пустые корабли снова могут подбирать рабочих на побережье. Формально это подпадает под спасательную операцию, так как «Марта» фактически спасает людей с судна, севшего на мель. Британский комиссар Бернетт, разгадавший эту уловку, намеревается арестовать корабли, но  Джоан угрожает жалобой главе правительства за преследование честных людей, оказавших помощь при бедствии, и комиссару приходится отступить.        
Джоан занимается транспортировкой рабочих и товаров между Сиднеем и Соломоновыми островами, а также покупает необходимые для плантации: семена кукурузы для укрепления берегов, деревья, верховых лошадей для себя и Дэвида, коров для получения свежего молока и прочее. В Главе 7 она возвращается на плантацию после нескольких недель отсутствия. Дэвид возвращается с расчистки новых плантаций, когда Джоан как раз регистрирует 150 новых рабочих, которых привела с собой, и рассказывает ему об их успехах. Она считает «Марту» своим кораблём и хотела бы вместо старого преданного капитана Кинросса сама управлять ей в торговых рейсах, но Дэвид соглашается только на то, чтобы она путешествовала с капитаном. Джоан отказывается плыть вместе с Кинроссом, и на следующий день после отплытия корабля заболевает лихорадкой.          
После выздоровления Джоан Дэвид признаётся ей в любви. Однако она хочет деловых отношений только потому, что боится мужского доминирования и хочет быть независимой. Таким образом, ситуация в Главе 8 остается прежней: Дэвид заботится о плантации, а она организует домашнее хозяйство и улучшает условия проживания и труда рабочих. Тем временем, подходят к концу заключённые ранее договоры с малайзийцами, тем более остров пополняется новыми агрессивными местными жителями, что повышает напряжённость отношений. Дэвид и его охрана находят спрятанное оружие и другие украденные вещи во время уборки помещений. Воров ставят перед выбором: быть доставленными в Тулаги и наказанными комиссаром, или остаться на плантации с удержанием заработной платы или дополнительной работой, несмотря на заступничество Джоан. Они выбирают меньшее из зол, но, как вскоре выясняется, это не улучшает сложившуюся ситуацию. Лидер явно спланированного восстания, Гогуми, нападает на Джоан с косой во время её прогулки верхом по плантации. Ей удается сбежать, будучи легко раненной. Сбегает и прячется и группа нападавших мятежников.                
В 9 Главе Дэвид собирает отряд и захватывает в плен многочисленных беглецов. В то же время от старателей, приходит новость о том, что на них напали бушмены. Эта экспедиция прибыла к пристани у владений Давида некоторое время назад на шхуне «Марта». Их лидеры фон Бликс и Джон Тюдор договорились с ним о найме рабочих для транспортировки своего оборудования вверх по реке Балесуна в горы в ещё не исследованных внутренних районах острова. Бликс отплыл в Малаиту, чтобы организовать там аналогичную экспедицию, но потерял «Марту» на рифе, которую Джоан позже купила на аукционе. Тюдор пробыл на плантации несколько дней, готовясь к экспедиции. Он развлекал Дэвида и особенно Джоан, которая с энтузиазмом слушала его, рассказами из его опасной, полной приключений жизни. Оба, как современные американцы, чувствовали себя выше вдумчивого, осторожно действующего англичанина Дэвида, который ревниво выслушивал комментарии Джоан о рискованных действиях исследователей. После того, как золотоискатели отправились вглубь острова, Дэвид и Джоан долгое время ничего о них не слышали. Но теперь им необходимо действовать и они отправляются с поисковой группой по опасным тропам в тёмный, дремучий лес и спасают раненого Тюдора. Затем они ищут других выживших. Перед хижиной они находят бушмена Гогуми с отрубленной головой. Он был убит и съеден людоедами. Вскоре после этого они опознают черепа белых охотников за сокровищами в деревне охотников за головами. Они поджигают хижины и возвращаются назад.                        

## Структура
Основной сюжет произведения развивается на плантации и острове. Он имеет линейную структуру, по существу отражая действиями главного героя Шелдона. Повествование ведется в основном от его имени, иногда — от имени Джоан. Другие события на островах или в море, а также воспоминания из прошлого, истории жизни  Жанны и Тюдора — раскрываются в диалогах.
В последних главах особенно заметно, как сильно сюжет тяготеет к типичным приёмам массовой литературы: опасные приключения, конфликтные ситуации, любовный треугольник с соперничеством и борьбой мужчин за женщину, и хеппи-энд, где она выбирает спокойного уравновешенного партнёра, а не характерного и увлекательного авантюриста.
Разговоры с островитянами проходят на языке пиджин. Джек Лондон описал характеристики этого креольского языка в газетной статье.

## Автобиографические отсылки в романе
С 1907 по 1909 год Джек Лондон задумал кругосветное путешествие со своей женой Шармэйн, начиная с Гавайских островов, аннексированных США в 1898 году, был вынужден отказаться от своих планов, так как заболел недалеко от Гуадалканала. Место и время действия романа совпадают с его собственным путешествием. На Мауи он встретился с королевой Лилиуокалани, свергнутой с престола в 1893 году, представлял интересы островитян и поддерживал их критику колониальной политики. На острове Молокаи он познакомился с прокажёнными из разных стран, и смог рассмотреть в многоэтнической общине больных и их опекунов образец демократического общества. В октябре 1907 года он достиг Маркизских островов (Французская Полинезия). На Таити он был впечатлён белым человеком, который искал простую, любящую природу жизнь.  На островах Общества его гостеприимно развлекали. 
Некоторые обстоятельства в жизни Лондона отражены в биографии главной героини романа. Джоан Лэкленд родилась на Гавайях и провела там детство, а её отец управлял ранчо крупного рогатого скота и сахарной плантацией на Мауи. После банкротства из-за краха фондового рынка Уолл-стрит он попробовал новое дело, отплыл с дочерью на Маркизские острова и купил землю на Нука-Хива, но был вынужден отказаться от проекта. Отчим Лондона также предпринимал попытки заняться фермерством, но безуспешно. После смерти отца Джоан отправилась на Таити, а затем на Соломоновы острова. После окончания школы, пережив смерть отца и оставшись без средств к существованию, Лондон одолжил деньги и купил шхуну, на которой промышлял незаконным выловом устриц. А восхищение надёжными и преданными таитянскими моряками, по-видимому, отражает впечатление Лондона о дружественных полинезийцах во время его кругосветного путешествия.    
С 15 июля по 8 августа Лондон жил на плантации Пенндаффрин на острове Гуадалканал, которая стала прототипом для плантации Беранде в романе. Здесь он исследовал островной мир и использовал свой опыт в романе. Во время своего пребывания на плантации и знакомства с её хозяином Хардингом у Лондона сложился негативный образ жителей Соломоновых островов. Для него они стали охотниками за головами и каннибалами, которые используют безрассудство белых как причину для нападения, а недружелюбные и варварские чернокожие представлялись людьми, которых белым владельцам плантаций необходимо загонять на работу и дисциплинировать. Затем Лондон отправился на корабле «Минота» в лагуну Ланга Ланга на острове Малаита. Это судно принадлежало капитану Маккензи, который был убит островитянами, а на самом корабле можно было заметить следы нападения на двери каюты. А путь Лондона пролегал мимо Бину, где и произошло нападение и убийство Маккензи, описанное позже в романе.     
Описание островитян белыми колонистами, смешанное с личными впечатлениями Лондона, представлена автором в начале романа словами Дэвида Шелдона: он описывает рабочих на плантации как «ниггеров, шерстоголовых людоедов, чернокожих дикарей, каннибалов» и резюмирует: «То, что они принадлежали к низменной расе, было видно с первого взгляда. Они были людоедами. Их лица были асимметричными и животными, их тела были несуразными и обезьяноподобными». Об их главаре он говорит: «Его [...] маленькие глаза свидетельствовали о жестокости и хитрости». (Ч. 1) Также Шелдон приходит к выводу, что Маккензи отчасти сам был виновен в своей смерти в главе 3, так как доверял островитянам: «Он также верил в силу доброты. Он был убежден, что может внушить доверие, если не будет носить оружие [...] Его забили до смерти топором. Его голова находится на Малаите. Это было чистое самоубийство».      
В целом образ Меланезии обсуждается и дифференцируется двумя главными героями романа, ведь в отличие от Шелдона Джоан Лэкленд прибывает на остров с другим отношением. Она критикует условия труда и проживания, а также низкую заработную плату работников плантаций и проводит реформы. Благодаря её усилиям, отношения между белыми колонистами и островитянами меняются в лучшую сторону в конце романа.       
В анализе идеи романа в основном рассматриваются два аспекта. С одной стороны, описание Лондоном условий островного мира и его жителей и социальная приверженность, представленная эмансипированной Джоан Лэкленд. С другой стороны, это авторский взгляд, благодаря собственным исследованиям, на мир и человека, который в романе в основном представлен Дэвидом, но также частично Джоан в её борьбе за шхуну «Марта». 
Немецкий американист Альфред Хорнунг в своём исследовании описывает не только стремление Лондона к идеям самореализации, приверженности помощи обездоленным и восхищение природой, но и его идею превосходства белых колонизаторов над коренными этническими группами. Его живо интересовали теория эволюции Дарвина и теория евгеники Дэвида Старра Джордана. Он видел подтверждение дарвиновского естественного отбора на примере борьбы за выживание в беспощадной конкуренции крупных капиталистических корпораций и их методов устранения конкурентов и даже извлечения выгоды из человеческих страданий.   